# Матчи женской сборной России по волейболу 1994
В 1994 году женская сборная России по волейболу приняла участие в двух официальных соревнованиях, проводимых под эгидой ФИВБ, а также в трёх крупных традиционных международных турнирах.

## Турниры и матчи

### Гран-при
| 19 августа. Тайбэй (Тайвань). Россия — Япония 2:3 (4:15, 13:15, 15:10, 15:10, 13:15). Предварительный этап. 1-й тур. Группа «А» |
| --- |

Россия: ???.

Япония: ???
| 20 августа. Тайбэй (Тайвань). Россия — Тайвань 3:1 (15:10, 16:17, 15:10, 15:6). Предварительный этап. 1-й тур. Группа «А» |
| --- |

Россия: ???.

Тайвань: ???
| 21 августа. Тайбэй (Тайвань). Россия — Куба 2:3 (6:15, 15:5, 1:15, 15:10, 12:15). Предварительный этап. 1-й тур. Группа «А» |
| --- |

Россия: ???.

Куба: ???
| 26 августа. Макао. Россия — Китай 1:3 (4:15, 15:13, 7:15, 12:15). Предварительный этап. 2-й тур. Группа «F» |
| --- |

Россия: ???.

Китай: ???
| 27 августа. Макао. Россия — Бразилия 0:3 (7:15, 12:15, 3:15). Предварительный этап. 2-й тур. Группа «F» |
| --- |

Россия: Морозова, Панкова, Батухтина, Меньшова, Грачёва, Емельянова. Выход на замену: Лихтенштейн, ...

Бразилия: ???
| 28 августа. Макао. Россия — Тайвань 3:0 (15:6, 15:11, 15:8). Предварительный этап. 2-й тур. Группа «F» |
| --- |

Россия: ???.

Тайвань: ???
| 2 сентября. Фукуока (Япония). Россия — Бразилия 3:2 (17:15, 5:15, 15:17, 15:12, 15:7). Предварительный этап. 3-й тур. Группа «G» |
| --- |

Россия: ???.

Бразилия: ???
| 3 сентября. Фукуока (Япония). Россия — Япония 2:3 (11:15, 15:8, 10:15, 17:15, 13:15). Предварительный этап. 3-й тур. Группа «G» |
| --- |

Россия: ???.

Япония: ???
| 4 сентября. Фукуока (Япония). Россия — Италия 3:2 (12:15, 15:7, 15:10, 11:15, 15:10). Предварительный этап. 3-й тур. Группа «G» |
| --- |

Россия: ???.

Италия: ???
Второй розыгрыш Гран-при сложился для сборной России неудачно. Потеряв из-за травм ряд ведущих волейболисток, российская команда на предварительном этапе заняла лишь 7-е место среди 12 участников и в финальную стадию розыгрыша не попала.

### Чемпионат мира
| 21 октября. Белу-Оризонти (Бразилия). Россия — Украина 3:1 (8:15, 16:14, 15:13, 15:11). Предварительный этап. Группа «С» |
| --- |

Россия: ???.

Украина: ???
| 22 октября. Белу-Оризонти (Бразилия). Россия — Китай 0:3 (13:15, 12:15, 3:15). Предварительный этап. Группа «С» |
| --- |

Россия: Огиенко, Морозова, Панкова, Батухтина, Меньшова, Грачёва. Выход на замену: Тимонова, ...

Китай: ???
| 23 октября. Белу-Оризонти (Бразилия). Россия — Италия 3:0 (15:7, 15:9, 15:5). Предварительный этап. Группа «С» |
| --- |

Россия: ???.

Италия: ???
| 25 октября. Белу-Оризонти (Бразилия). Россия — Чехия 3:1 (16:14, 9:15, 15:8, 15:1). 1/8-финала |
| ---------------------------------------------------------------------------------------------- |

Россия: ???.

Чехия: ???
| 28 октября. Белу-Оризонти (Бразилия). Россия — США 3:1 (15:9, 9:15, 15:9, 16:14). Четвертьфинал |
| ----------------------------------------------------------------------------------------------- |

Россия: Огиенко, Морозова, Панкова, Батухтина, Меньшова, Грачёва. Выход на замену: Емельянова, Шигина, ...

Украина: ???
| 29 октября. Белу-Оризонти (Бразилия). Россия — Бразилия 2:3 (7:15, 16:14, 15:12, 8:15, 10:15). Полуфинал |
| --- |

Россия: Огиенко, Морозова, Панкова, Батухтина, Меньшова, Грачёва. Выход на замену: ?

Украина: ???
| 30 октября. Белу-Оризонти (Бразилия). Россия — Южная Корея 3:1 (14:16, 15:11, 15:6, 15:8). Матч за 3-е место |
| --- |

Россия: Огиенко, Морозова, Панкова, Батухтина, Меньшова, Грачёва. Выход на замену: Емельянова, Шигина, Тищенко, ...

Южная Корея: ???
На свой первый чемпионат мира сборная России отправилась имея во многом те же кадровые проблемы, что и на завершившемся полтора месяца назад розыгрыше Гран-при. Хоть и была включена в состав одна из лидеров команды Евгения Артамонова, но из-за последствий перенесённой операции на площадку практически не выходила. На позиции диагональной нападающей вынуждена была выступать связующая Марина Панкова. Несомненно усилило потенциал сборной возвращение её многолетнего лидера Валентины Огиенко. Кроме Панковой и Огиенко в составе сборной России выступала ещё только одна действующая чемпионка мира — Елена Батухтина.
Что же касается непосредственно результата, то российская команда уверенно дошла до полуфинала, где уступила в упорнейшей борьбы лишь хозяйкам первенства волейболисткам Бразилии в пяти партиях. В матче за третье место россиянки переиграли сборную Южной Кореи и стали бронзовыми призёрами чемпионата. Сразу три российских волейболистки получили индивидуальные призы по итогам турнира: самой результативной стала Елена Батухтина, лучшей связующей признана Татьяна Грачёва, а принимающей — Наталья Морозова.

## Итоги
Всего на счету сборной России в 1994 году 16 официальных матчей. Из них выиграно 9, проиграно 7. Соотношение партий 36:30. Соперниками россиянок в этих матчах были национальные сборные 10 стран.
| Турнир         | И | В | П | С/О   | Место |
| -------------- | - | - | - | ----- | ----- |
| Гран-при       | 9 | 4 | 5 | 19:20 | 7-е   |
| Чемпионат мира | 7 | 5 | 2 | 17:10 | 3-е   |

## Состав
| №  | Игрок              | Год рождения | Амплуа      | Клуб       | Турниры и игры | Турниры и игры | Всего матчей |
| №  | Игрок              | Год рождения | Амплуа      | Клуб       | ГП             | ЧМ             | Всего матчей |
| -- | ------------------ | ------------ | ----------- | ---------- | -------------- | -------------- | ------------ |
| 1  | Валентина Огиенко  | 1965         | центральная | «Уралочка» |                | ?              |              |
| 2  | Наталья Морозова   | 1973         | центральная | «Уралочка» | ?              | ?              |              |
| 3  | Марина Панкова     | 1963         | нападающая  | «Мурсия»   | ?              | ?              |              |
| 4  | Елена Батухтина    | 1971         | нападающая  | «Уралочка» | ?              | ?              |              |
| 5  | Наталья Шигина     | 1975         | нападающая  | ЦСКА       |                | ?              |              |
| 6  | Ирина Уютова       | 1973         | нападающая  | «Уралочка» | ?              |                |              |
| 7  | Татьяна Меньшова   | 1970         | нападающая  | «Уралочка» | ?              | ?              |              |
| 8  | Евгения Артамонова | 1975         | нападающая  | «Уралочка» |                | ?              |              |
| 9  | Елизавета Тищенко  | 1975         | центральная | «Уралочка» | ?              | ?              |              |
| 10 | Мария Лихтенштейн  | 1976         | связующая   | «Уралочка» | ?              |                |              |
| 11 | Юлия Тимонова      | 1973         | нападающая  | «Уралочка» | ?              | ?              |              |
| 12 | Татьяна Грачёва    | 1973         | связующая   | «Уралочка» | ?              | ?              |              |
| 15 | Инесса Емельянова  | 1975         | центральная | «Уралочка» | ?              | ?              |              |

- Главный тренер — Николай Карполь.
- Тренер — Михаил Омельченко.

## Другие турниры

### BVC Volley Cup
Очередной розыгрыш традиционного международного турнира в Монтрё (Швейцария) прошёл с 12 по 17 апреля с участием семи сильнейших сборных мира, а также команды Швейцарии. Сборная России стала бронзовым призёром турнира. Её результаты:
Групповой этап — США 2:3, Южная Корея 3:0, Куба 3:-.
Полуфинал — Китай -:3. Матч за 5-е место — США 3:0.

### Игры доброй воли
В женском волейбольном турнире третьих Игр доброй воли, прошедших с 19 июля по 2 августа 1994 года в Санкт-Петербурге, приняли участие восемь ведущих сборных с четырёх континентов. Российская национальная команда не оставила никаких шансов своим конкурентам, не проиграв по ходу соревнований ни одной партии, уверенно заняв тем самым первое место.
Результаты сборной России:
- Групповой этап

Нидерланды 3:0 (15:8, 15:9, 15:5); Германия 3:0 (15:11, 15:6, 15:10); США 3:0 (15:13, 15:13, 15:8).
- Полуфинал

Япония 3:0 (15:13, 15:10, 15:10).
- Финал

США 3:0 (15:8, 15:10, 15:4).
Состав сборной России: Валентина Огиенко, Наталья Морозова, Марина Панкова, Елена Батухтина, Ирина Уютова, Евгения Артамонова, Елизавета Тищенко, Мария Лихтенштейн, Юлия Тимонова, Татьяна Грачёва, Инесса Емельянова, Елена Томилова.

### World Super Four (Top Four)
В розыгрыше приняли участие призёры чемпионата мира 1994 (Куба, Бразилия, Россия) и команда-хозяйка соревнований — сборная Японии. Турнир прошёл с 11 по 16 ноября в двух японских городах — Токио и Осаке и состоял из предварительного этапа, в котором команды провели однокруговой турнир, и плей-офф. Проиграв в полуфинале сборной США и обыграв в матче за 3-е место команду Японии, российская сборная стала бронзовым призёром соревнований.
Результаты сборной России:
- Предварительный этап

Япония 3:0 (15:13, 15:5, 15:12); Куба 1:3 (7:15, 14:16, 15:5, 5:15); Бразилия 2:3 (9:15, 15:7, 15:12, 11:15, 10:15).
- Полуфинал

Бразилия 0:3 (3:15, 2:15, 11:15).
- Матч за 3-е место

Япония 3:1 (15:12, 12:15, 15:12, 15:9).
Состав сборной России: Валентина Огиенко, Наталья Морозова, Марина Панкова, Елена Батухтина, Наталья Шигина, Евгения Артамонова, Елизавета Тищенко, Мария Лихтенштейн, Татьяна Грачёва, Инесса Емельянова.